# (1213) Algeria
(1213) Algeria – planetoida z pasa głównego asteroid okrążająca Słońce w ciągu 5 lat i 209 dni w średniej odległości 3,14 au. Została odkryta 5 grudnia 1931 roku w Algiers Observatory w Algierze przez Guya Reissa. Nazwa planetoidy pochodzi od Algierii, kraju w Afryce. Przed nadaniem nazwy planetoida nosiła oznaczenie tymczasowe (1213) 1931 XD.